# Toshiko Kobayashi
Toshiko Kobayashi (小林稔子?, Kobayashi Toshiko; Tsukiji, 6 aprile 1932 – Tokyo, 29 dicembre 2016) è stata un'attrice giapponese, nota per le sue interpretazioni nei film Ventiquattro occhi (1954), Nessun amore è più grande (1959) e Black Lizard (1968).

## Biografia

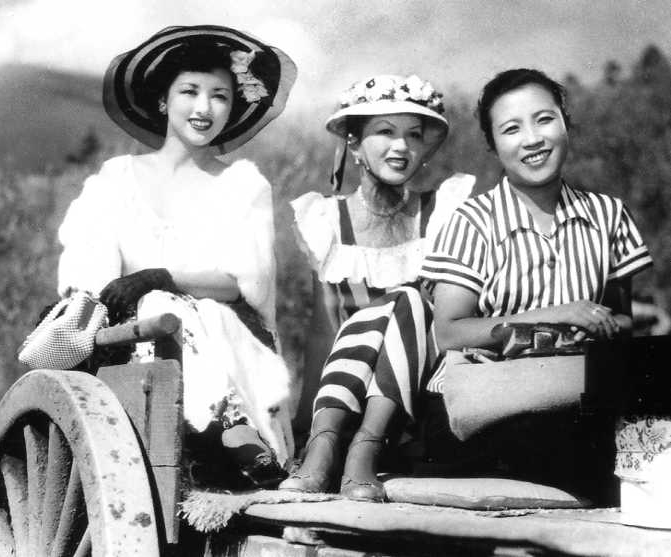
Una scena del film Carmen ritorna a casa (1951). Da sinistra, Hideko Takamine, Toshiko Kobayashi e Yūko Mochizuki

Con una carriera di quasi quarant'anni, fu nota per il suo sodalizio artistico con il regista Keisuke Kinoshita, che la diresse in numerosi film.

### Vita privata
Fu sposata con Hiroshi Teshigahara dal 1956 sino alla morte del regista, avvenuta nel 2001. La coppia non ebbe figli.

## Filmografia parziale
- Yabure-daiko (破れ太鼓), regia di Keisuke Kinoshita (1949)
- Carmen ritorna a casa (Carmen kokyō ni kaeru, カルメン故郷に帰る), regia di Keisuke Kinoshita (1951)
- Ventiquattro occhi (Nijūshi no hitomi, 二十四の瞳), regia di Keisuke Kinoshita (1954)
- Tooi kumo (遠い雲), regia di Keisuke Kinoshita (1955)
- Kabe atsuki heya (壁あつき部屋), regia di Masaki Kobayashi (1956)
- Nessun amore è più grande, regia di Masaki Kobayashi (1959)
- Racconto crudele della giovinezza (Seishun zankoku monogatari, 青春残酷物語), regia di Nagisa Ōshima (1960)
- Fuefukigawa (笛吹川), regia di Keisuke Kinoshita (1960)
- Kaze no shisen (風の慕情), regia di Yoshirō Kawazu (1963)